# Coupe du monde de luge 2024-2025
Navigation
Édition précédente Édition suivante
La coupe du monde de luge 2024-2025 est la 47e édition de la Coupe du monde de luge, compétition de luge organisée annuellement par la Fédération internationale de luge.
Elle se déroule entre le 30 novembre 2024 et le 23 février 2025 sur 9 étapes organisées en Europe et en Asie.
Lors du congrès 2024 de la FIL, la fédération internationale a décidé d'introduire, à titre d'essai, une nouvelle compétition mixte à la place de la course de sprint, qui avait été introduite lors de la saison 2014/15. Contrairement au sprint, où le départ est donné dans les classes de compétition respectives et où seule une partie de la distance est prise en compte dans le chronométrage, la compétition mixte doit être disputée en équipe dans les disciplines monoplace et biplace. Ainsi, en monoplace, une femme et un homme forment une équipe, et en biplace, un biplace féminin et un biplace masculin forment une équipe. Les départs se font aux hauteurs habituelles des courses de Coupe du monde, et à l'arrivée - comme pour le relais par équipe - il faut toucher un pavé tactile qui ouvre la porte de départ pour le deuxième traîneau de l'équipe ou qui met fin au chronométrage. Pour la première fois, des équipes de différentes nations seront autorisées à participer.
En raison de l'Invasion de l'Ukraine par la Russie en 2022, les athlètes russes et biélorusses sont pour une troisième année consécutive interdits de compétition pour toute la saison.

## Programme de la saison
Lors de ces 9 week-end de compétition sur 8 sites, une épreuve individuelle masculine, une épreuve individuelle féminine, une épreuve en double masculine et une épreuve en double féminine sont organisées. Pour compléter ces épreuves viennent s'ajouter soit des épreuves mixtes organisés dans ces mêmes catégories sur une seule manche, soit un relais par nation composé de ces quatre épreuves.

## Attribution des points
Les manches de Coupe du monde donnent lieu à l'attribution de points, dont le total détermine le classement général de la Coupe du monde.
Ces points sont attribués selon cette répartition :
| Place  | 1   | 2  | 3  | 4  | 5  | 6  | 7  | 8  | 9  | 10 | 11 | 12 | 13 | 14 | 15 | 16 | 17 | 18 | 19 | 20 | 21 | 22 | 23 | 24 | 25 | 26 | 27 | 28 | 29 |
| ------ | --- | -- | -- | -- | -- | -- | -- | -- | -- | -- | -- | -- | -- | -- | -- | -- | -- | -- | -- | -- | -- | -- | -- | -- | -- | -- | -- | -- | -- |
| Points | 100 | 85 | 70 | 60 | 55 | 50 | 46 | 42 | 39 | 36 | 34 | 32 | 30 | 28 | 26 | 25 | 24 | 23 | 22 | 21 | 20 | 19 | 18 | 17 | 16 | 15 | 14 | 13 | 12 |

## Tableau d'honneur
| Discipline | Homme                | Femme                | Doubles hommes           | Doubles femmes        |
| ---------- | -------------------- | -------------------- | ------------------------ | --------------------- |
| Général ,  | Max Langenhan        | Julia Taubitz        | Tobias Wendl Tobias Arlt | Selina Egle Lara Kipp |
| Mixte      | Simple : Allemagne I | Simple : Allemagne I | Double : Allemagne I     | Double : Allemagne I  |
| Relais     | Autriche             | Autriche             | Autriche                 | Autriche              |

## Classements généraux[8]
| Rang | Nom             | Points |
| ---- | --------------- | ------ |
| 1    | Max Langenhan   | 716    |
| 2    | Nico Gleirscher | 613    |
| 3    | Felix Loch      | 547    |
| 4    | Jonas Müller    | 545    |
| 5    | Wolfgang Kindl  | 523    |

| Rang | Nom            | Points |
| ---- | -------------- | ------ |
| 1    | Julia Taubitz  | 657    |
| 2    | Madeleine Egle | 629    |
| 3    | Lisa Schulte   | 620    |
| 4    | Merle Fräbel   | 582    |
| 5    | Natalie Maag   | 454    |

| Rang | Nom                 | Points |
| ---- | ------------------- | ------ |
| 1    | Wendl / Arlt        | 745    |
| 2    | Bots / Plūme        | 641    |
| 3    | Steu / Kindl        | 615    |
| 4    | Eggert / Müller     | 606    |
| 5    | Orlamünder / Gubitz | 495    |

| Rang | Nom                    | Points |
| ---- | ---------------------- | ------ |
| 1    | Egle / Kipp            | 835    |
| 2    | Degenhardt / Rosenthal | 745    |
| 3    | Forgan / Kirkby        | 601    |
| 4    | Upīte / Kaluma         | 503    |
| 5    | Vötter / Oberhofer     | 500    |

| Rang | Nom          | Points |
| ---- | ------------ | ------ |
| 1    | Allemagne I  | 270    |
| 2    | Allemagne II | 240    |
| 3    | Autriche II  | 216    |
| 4    | États-Unis I | 169    |
| 5    | Autriche I   | 165    |

| Rang | Nom          | Points |
| ---- | ------------ | ------ |
| 1    | Allemagne I  | 246    |
| 2    | Allemagne II | 230    |
| 3    | Autriche I   | 212    |
| 4    | Lettonie I   | 184    |
| 5    | Italie I     | 175    |

| Rang | Nom        | Points |
| ---- | ---------- | ------ |
| 1    | Autriche   | 445    |
| 2    | Allemagne  | 440    |
| 3    | Lettonie   | 275    |
| 4    | États-Unis | 255    |
| 5    | Italie     | 250    |

## Calendrier et podiums
| 1. Lillehammer (30 novembre et 1er décembre 2024) |                                                                               |                                                                            |                                                                           |
| Épreuve                                           | Vainqueur                                                                     | Deuxième                                                                   | Troisième                                                                 |
| Hommes                                            | Max Langenhan                                                                 | Wolfgang Kindl                                                             | Felix Loch                                                                |
| Femmes                                            | Julia Taubitz                                                                 | Emily Sweeney                                                              | Lisa Schulte                                                              |
| Doubles Hommes                                    | Toni Eggert Florian Müller                                                    | Mārtiņš Bots Roberts Plūme                                                 | Thomas Steu Wolfgang Kindl                                                |
| Doubles Femmes                                    | Chevonne Forgan Sophia Kirkby                                                 | Jessica Degenhardt Cheyenne Rosenthal                                      | Marta Robežniece Kitija Bogdanova                                         |
| Mixte Simple                                      | Allemagne I- Max Langenhan - Julia Taubitz                                    | États-Unis I- Jonathan Eric Gustafson - Emily Sweeney                      | Allemagne II- Felix Loch - Merle Fräbel                                   |
| Mixte Doubles                                     | Allemagne II- Tobias Wendl-Tobias Arlt - Dajana Eitberger-Magdalena Matschina | Lettonie I- Mārtiņš Bots-Roberts Plūme - Marta Robežniece-Kitija Bogdanova | États-Unis- Marcus Mueller-Ansel Haugsjaa - Chevonne Forgan-Sophia Kirkby |

| 2. Innsbruck (7 et 8 décembre 2024) |                                                                 |                                                                 |                                                                 |
| Épreuve                             | Vainqueur                                                       | Deuxième                                                        | Troisième                                                       |
| Hommes                              | Nico Gleirscher                                                 | Jonas Müller                                                    | David Gleirscher                                                |
| Femmes                              | Madeleine Egle                                                  | Julia Taubitz                                                   | Lisa Schulte                                                    |
| Doubles Hommes                      | Mārtiņš Bots Roberts Plūme                                      | Toni Eggert Florian Müller                                      | Thomas Steu Wolfgang Kindl                                      |
| Doubles Femmes                      | Selina Egle Lara Michaela Kipp                                  | Jessica Degenhardt Cheyenne Rosenthal                           | Anda Upīte Zane Kaluma                                          |
| Relais                              | Annulation en raison de problèmes techniques de chronométrage . | Annulation en raison de problèmes techniques de chronométrage . | Annulation en raison de problèmes techniques de chronométrage . |

| 3. Oberhof I (14 et 15 décembre 2024) |                                                                                              | | |
| Épreuve                               | Vainqueur                                                                                    | Deuxième | Troisième                                                                                                 |
| Hommes                                | Jonas Müller                                                                                 | Nico Gleirscher                                                                                               | David Gleirscher                                                                                          |
| Femmes                                | Madeleine Egle                                                                               | Lisa Schulte                                                                                                  | Julia Taubitz                                                                                             |
| Doubles Hommes                        | Hannes Orlamünder Paul Gubitz                                                                | Tobias Wendl Tobias Arlt                                                                                      | Thomas Steu Wolfgang Kindl                                                                                |
| Doubles Femmes                        | Selina Egle Lara Michaela Kipp                                                               | Jessica Degenhardt Cheyenne Rosenthal                                                                         | Chevonne Forgan Sophia Kirkby                                                                             |
| Relais                                | Autriche- Madeleine Egle - Thomas Steu-Wolfgang Kindl - Jonas Müller - Selina Egle-Lara Kipp | Allemagne- Julia Taubitz - Hannes Orlamünder-Paul Gubitz - Felix Loch - Jessica Degenhardt-Cheyenne Rosenthal | Italie- Verena Hofer - Ivan Nagler-Fabian Malleier - Dominik Fischnaller - Andrea Vötter-Marion Oberhofer |

| 4. Sigulda (4 et 5 janvier 2025) | |                                                                                                   | |
| Épreuve                          | Vainqueur                                                                                                  | Deuxième                                                                                          | Troisième                                                                                               |
| Hommes                           | Nico Gleirscher                                                                                            | Kristers Aparjods                                                                                 | Max Langenhan                                                                                           |
| Femmes                           | Elīna Ieva Bota                                                                                            | Merle Fräbel                                                                                      | Lisa Schulte                                                                                            |
| Doubles Hommes                   | Tobias Wendl Tobias Arlt                                                                                   | Mārtiņš Bots Roberts Plūme                                                                        | Yannick Müller Armin Frauscher                                                                          |
| Doubles Femmes                   | Selina Egle Lara Michaela Kipp                                                                             | Chevonne Forgan Sophia Kirkby                                                                     | Marta Robežniece Kitija Bogdanova                                                                       |
| Relais                           | Allemagne- Merle Fräbel - Tobias Wendl-Tobias Arlt - Max Langenhan - Jessica Degenhardt-Cheyenne Rosenthal | Autriche- Lisa Schulte - Yannick Müller-Armin Frauscher - Nico Gleirscher - Selina Egle-Lara Kipp | Ukraine- Yulianna Tunytska - Ihor Hoi-Nazarii Kachmar - Andriy Mandziy - Olena Stetskiv-Oleksandra Mokh |

| 5. Altenberg (11 et 12 janvier 2025) | | | |
| Épreuve                              | Vainqueur | Deuxième | Troisième |
| Hommes                               | Max Langenhan                                                                                                   | Felix Loch                                                                                                   | Dominik Fischnaller |
| Femmes                               | Madeleine Egle                                                                                                  | Anna Berreiter                                                                                               | Merle Fräbel |
| Doubles Hommes                       | Mārtiņš Bots Roberts Plūme                                                                                      | Tobias Wendl Tobias Arlt                                                                                     | Yannick Müller Armin Frauscher                                                                                           |
| Doubles Femmes                       | Selina Egle Lara Michaela Kipp                                                                                  | Jessica Degenhardt Cheyenne Rosenthal                                                                        | Chevonne Forgan Sophia Kirkby                                                                                            |
| Relais                               | Lettonie- Kendija Aparjode - Mārtiņš Bots-Roberts Plūme - Kristers Aparjods - Marta Robežniece-Kitija Bogdanova | Allemagne- Anna Berreiter - Tobias Wendl-Tobias Arlt - Max Langenhan - Jessica Degenhardt-Cheyenne Rosenthal | États-Unis- Ashley Farquharson - Marcus Mueller-Ansel Haugsjaa - Jonathan Eric Gustafson - Chevonne Forgan-Sophia Kirkby |

| 6. Winterberg (18 et 19 janvier 2025) |                                                                                             | | |
| Épreuve                               | Vainqueur                                                                                   | Deuxième | Troisième                                                                                                 |
| Hommes                                | Jonas Müller                                                                                | Max Langenhan                                                                                               | Nico Gleirscher                                                                                           |
| Femmes                                | Julia Taubitz                                                                               | Madeleine Egle                                                                                              | Emily Sweeney                                                                                             |
| Doubles Hommes                        | Tobias Wendl Tobias Arlt                                                                    | Juri Gatt Riccardo Schöpf                                                                                   | Yannick Müller Armin Frauscher                                                                            |
| Doubles Femmes                        | Selina Egle Lara Michaela Kipp                                                              | Jessica Degenhardt Cheyenne Rosenthal                                                                       | Andrea Vötter Marion Oberhofer                                                                            |
| Relais                                | Autriche- Madeleine Egle - Juri Gatt-Riccardo Schöpf - Jonas Müller - Selina Egle-Lara Kipp | Allemagne- Julia Taubitz - Tobias Wendl-Tobias Arlt - Max Langenhan - Jessica Degenhardt-Cheyenne Rosenthal | Italie- Verena Hofer - Ivan Nagler-Fabian Malleier - Dominik Fischnaller - Andrea Vötter-Marion Oberhofer |

| 7. Oberhof II (25 et 26 janvier 2025) |                                                                                |                                                               |                                                                        |
| Épreuve                               | Vainqueur                                                                      | Deuxième                                                      | Troisième                                                              |
| Hommes                                | Max Langenhan                                                                  | Felix Loch                                                    | Wolfgang Kindl                                                         |
| Femmes                                | Madeleine Egle                                                                 | Julia Taubitz                                                 | Natalie Maag                                                           |
| Doubles Hommes                        | Tobias Wendl Tobias Arlt                                                       | Hannes Orlamünder Paul Gubitz                                 | Thomas Steu Wolfgang Kindl                                             |
| Doubles Femmes                        | Selina Egle Lara Michaela Kipp                                                 | Jessica Degenhardt Cheyenne Rosenthal                         | Dajana Eitberger Magdalena Matschina                                   |
| Mixte Simple                          | Allemagne II- Felix Loch - Merle Fräbel                                        | Allemagne I- Max Langenhan - Julia Taubitz                    | Autriche II- Nico Gleirscher - Lisa Schulte                            |
| Mixte Doubles                         | Allemagne I - Tobias Wendl-Tobias Arlt - Jessica Degenhardt-Cheyenne Rosenthal | Autriche - Thomas Steu-Wolfgang Kindl - Selina Egle-Lara Kipp | Italie I- Ivan Nagler-Fabian Malleier - Andrea Vötter-Marion Oberhofer |

|                                                                   |  |  |  |  |  |  |
| Whistler Championnats du monde de luge 2025 (5 au 8 février 2025) |  |  |  |  |  |  |
|                                                                   |  |  |  |  |  |  |

| 8. Pyeongchang (15 et 16 février 2025) |                                                                                  |                                                               |                                                                                |
| Épreuve                                | Vainqueur                                                                        | Deuxième                                                      | Troisième                                                                      |
| Hommes                                 | Wolfgang Kindl                                                                   | Dominik Fischnaller                                           | Kristers Aparjods                                                              |
| Femmes                                 | Lisa Schulte                                                                     | Merle Fräbel                                                  | Hannah Prock                                                                   |
| Doubles Hommes                         | Thomas Steu Wolfgang Kindl                                                       | Toni Eggert Florian Müller                                    | Tobias Wendl Tobias Arlt                                                       |
| Doubles Femmes                         | Jessica Degenhardt Cheyenne Rosenthal                                            | Selina Egle Lara Michaela Kipp                                | Dajana Eitberger Magdalena Matschina                                           |
| Mixte Simple                           | Autriche II- Wolfgang Kindl - Lisa Schulte                                       | Allemagne I- Max Langenhan - Merle Fräbel                     | Allemagne II- Felix Loch - Julia Taubitz                                       |
| Mixte Doubles                          | Allemagne I - Toni Eggert-Florian Müller - Jessica Degenhardt-Cheyenne Rosenthal | Autriche - Thomas Steu-Wolfgang Kindl - Selina Egle-Lara Kipp | Allemagne II - Tobias Wendl-Tobias Arlt - Dajana Eitberger-Magdalena Matschina |

| 9. Yanqing (22 et 23 février 2025) |                                                                                           | | |
| Épreuve                            | Vainqueur                                                                                 | Deuxième                                                                                                   | Troisième |
| Hommes                             | Max Langenhan                                                                             | Jonas Müller                                                                                               | David Gleirscher                                                                                              |
| Femmes                             | Julia Taubitz                                                                             | Natalie Maag                                                                                               | Merle Fräbel                                                                                                  |
| Doubles Hommes                     | Tobias Wendl Tobias Arlt                                                                  | Mārtiņš Bots Roberts Plūme                                                                                 | Toni Eggert Florian Müller                                                                                    |
| Doubles Femmes                     | Selina Egle Lara Michaela Kipp                                                            | Jessica Degenhardt Cheyenne Rosenthal                                                                      | Anda Upīte Zane Kaluma                                                                                        |
| Relais                             | Autriche- Lisa Schulte - Juri Gatt-Riccardo Schöpf - Jonas Müller - Selina Egle-Lara Kipp | Allemagne- Merle Fräbel - Tobias Wendl-Tobias Arlt - Max Langenhan - Jessica Degenhardt-Cheyenne Rosenthal | États-Unis- Ashley Farquharson - Zack DiGregorio-Sean Hollander - Tucker West - Chevonne Forgan-Sophia Kirkby |

### Résultats officiels
1. ↑  (en) « Lillehammer : WC Men's Singles », sur fil-luge.org, 1er décembre 2024 (consulté le 12 décembre 2024).
2. ↑  (en) « Lillehammer : WC Women's Singles », sur fil-luge.org, 30 novembre 2024 (consulté le 12 décembre 2024).
3. ↑  (en) « Lillehammer : WC Men's Doubles », sur fil-luge.org, 30 novembre 2024 (consulté le 12 décembre 2024).
4. ↑  (en) « Lillehammer : WC Women's Doubles », sur fil-luge.org, 30 novembre 2024 (consulté le 12 décembre 2024).
5. ↑  (en) « Lillehammer : Mixed Singles », sur fil-luge.org, 1er décembre 2024 (consulté le 12 décembre 2024).
6. ↑  (en) « Lillehammer : Mixed Doubles », sur fil-luge.org, 1er décembre 2024 (consulté le 12 décembre 2024).
7. ↑  (en) « Innsbruck : WC Men's Singles », sur fil-luge.org, 8 décembre 2024 (consulté le 13 décembre 2024).
8. ↑  (en) « Innsbruck : WC Women's Singles », sur fil-luge.org, 7 décembre 2024 (consulté le 13 décembre 2024).
9. ↑  (en) « Innsbruck : WC Men's Doubles », sur fil-luge.org, 7 décembre 2024 (consulté le 13 décembre 2024).
10. ↑  (en) « Innsbruck : WC Women's Doubles », sur fil-luge.org, 7 décembre 2024 (consulté le 13 décembre 2024).
11. ↑  (en) « Oberhof I : WC Men's Singles », sur fil-luge.org, 15 décembre 2024 (consulté le 15 décembre 2024).
12. ↑  (en) « Oberhof I : WC Women's Singles », sur fil-luge.org, 14 décembre 2024 (consulté le 15 décembre 2024).
13. ↑  (en) « Oberhof I : WC Men's Doubles », sur fil-luge.org, 14 décembre 2024 (consulté le 15 décembre 2024).
14. ↑  (en) « Oberhof I : WC Women's Doubles », sur fil-luge.org, 14 décembre 2024 (consulté le 15 décembre 2024).
15. ↑  (en) « Oberhof I : Team Relay World Cup », sur fil-luge.org, 15 décembre 2024 (consulté le 15 décembre 2024).
16. ↑  (en) « Sigulda : WC Men's Singles », sur fil-luge.org, 5 janvier 2025 (consulté le 17 janvier 2025).
17. ↑  (en) « Sigulda : WC Women's Singles », sur fil-luge.org, 4 janvier 2025 (consulté le 17 janvier 2025).
18. ↑  (en) « Sigulda : WC Men's Doubles », sur fil-luge.org, 4 janvier 2025 (consulté le 17 janvier 2025).
19. ↑  (en) « Sigulda : WC Women's Doubles », sur fil-luge.org, 4 janvier 2025 (consulté le 17 janvier 2025).
20. ↑  (en) « Sigulda : Team Relay World Cup », sur fil-luge.org, 5 janvier 2025 (consulté le 17 janvier 2025).
21. ↑  (en) « Altenberg : WC Men's Singles », sur fil-luge.org, 11 janvier 2025 (consulté le 17 janvier 2025).
22. ↑  (en) « Altenberg : WC Women's Singles », sur fil-luge.org, 12 janvier 2025 (consulté le 17 janvier 2025).
23. ↑  (en) « Altenberg : WC Men's Doubles », sur fil-luge.org, 11 janvier 2025 (consulté le 17 janvier 2025).
24. ↑  (en) « Altenberg : WC Women's Doubles », sur fil-luge.org, 11 janvier 2025 (consulté le 17 janvier 2025).
25. ↑  (en) « Altenberg : Team Relay World Cup », sur fil-luge.org, 12 janvier 2025 (consulté le 17 janvier 2025).
26. ↑  (en) « Winterberg : WC Men's Singles », sur fil-luge.org, 19 janvier 2025 (consulté le 10 février 2025).
27. ↑  (en) « Winterberg : WC Women's Singles », sur fil-luge.org, 18 janvier 2025 (consulté le 10 février 2025).
28. ↑  (en) « Winterberg : WC Men's Doubles », sur fil-luge.org, 18 janvier 2025 (consulté le 10 février 2025).
29. ↑  (en) « Winterberg : WC Women's Doubles », sur fil-luge.org, 18 janvier 2025 (consulté le 10 février 2025).
30. ↑  (en) « Winterberg : Team Relay World Cup », sur fil-luge.org, 19 janvier 2025 (consulté le 10 février 2025).
31. ↑  (en) « Oberhof II : WC Men's Singles », sur fil-luge.org, 26 janvier 2025 (consulté le 10 février 2025).
32. ↑  (en) « Oberhof II : WC Women's Singles », sur fil-luge.org, 25 janvier 2025 (consulté le 10 février 2025).
33. ↑  (en) « Oberhof II : WC Men's Doubles », sur fil-luge.org, 25 janvier 2025 (consulté le 10 février 2025).
34. ↑  (en) « Oberhof II : WC Women's Doubles », sur fil-luge.org, 25 janvier 2025 (consulté le 10 février 2025).
35. ↑  (en) « Oberhof II : Mixed Singles », sur fil-luge.org, 26 janvier 2025 (consulté le 10 février 2025).
36. ↑  (en) « Oberhof II : Mixed Doubles », sur fil-luge.org, 26 janvier 2025 (consulté le 10 février 2025).
37. ↑  (en) « Pyeongchang : WC Men's Singles », sur fil-luge.org, 15 février 2025 (consulté le 24 février 2025).
38. ↑  (en) « Pyeongchang : WC Women's Singles », sur fil-luge.org, 16 février 2025 (consulté le 24 février 2025).
39. ↑  (en) « Pyeongchang : WC Men's Doubles », sur fil-luge.org, 15 février 2025 (consulté le 24 février 2025).
40. ↑  (en) « Pyeongchang : WC Women's Doubles », sur fil-luge.org, 15 février 2025 (consulté le 24 février 2025).
41. ↑  (en) « Pyeongchang : Mixed Singles », sur fil-luge.org, 16 février 2025 (consulté le 24 février 2025).
42. ↑  (en) « Pyeongchang : Mixed Doubles », sur fil-luge.org, 16 février 2025 (consulté le 24 février 2025).
43. ↑  (en) « Yanqing : WC Men's Singles », sur fil-luge.org, 23 février 2025 (consulté le 24 février 2025).
44. ↑  (en) « Yanqing : WC Women's Singles », sur fil-luge.org, 22 février 2025 (consulté le 24 février 2025).
45. ↑  (en) « Yanqing : WC Men's Doubles », sur fil-luge.org, 23 février 2025 (consulté le 24 février 2025).
46. ↑  (en) « Yanqing : WC Men's Doubles », sur fil-luge.org, 22 février 2025 (consulté le 24 février 2025).
47. ↑  (en) « Yanqing : Team Relay World Cup », sur fil-luge.org, 23 février 2025 (consulté le 24 février 2025).